# Amityville
Amityville – wioska w hrabstwie Suffolk w stanie Nowy Jork na Long Island. 
Jej nazwa rozpowszechniła się dzięki książce Amityville Horror opartej na wydarzeniach mających właśnie tam miejsce. 
Stamtąd pochodzi też dobrze znana w USA grupa rockowa Taking Back Sunday oraz zespół hiphopowy De La Soul.